# Leandra Ulsamer

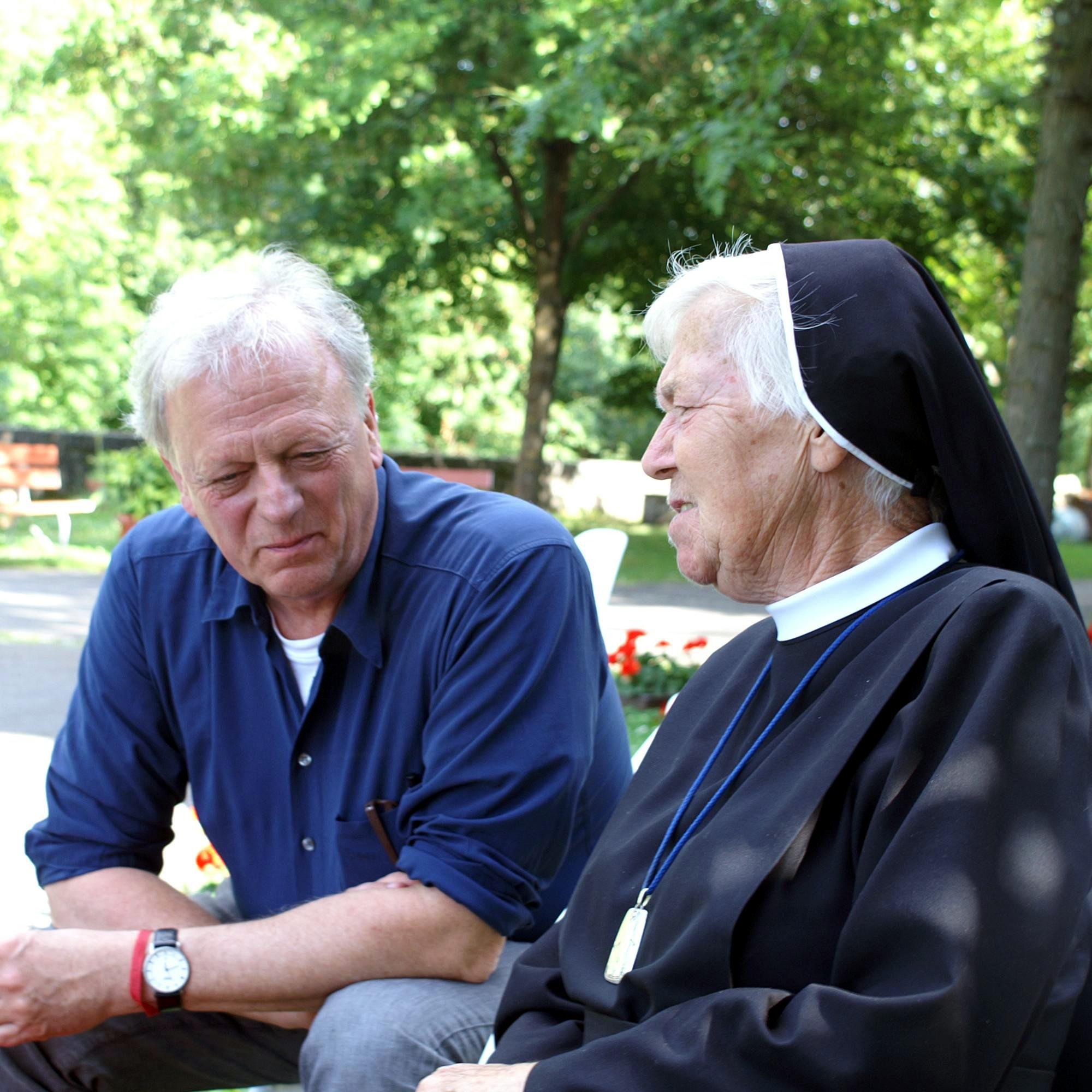
Schwester Leandra Ulsamer mit Johannes Gottfried Mayer in ihrem Garten (Juli 2014).

Leandra Ulsamer (* 20. September 1932 in Würzburg) ist eine deutsche Franziskanerin aus dem Orden der Dienerinnen der hl. Kindheit Jesu. Bekanntheit erlangte sie als Leiterin des Oberzeller Kräutergartens im Kloster Oberzell bei Würzburg.

## Leben
Leandra Ulsamer wurde 1932 als drittes von neun Kindern in eine religiöse, unpolitische Würzburger Kaufmannsfamilie geboren. Nach eigenen Aussagen wurde sie während der Schulzeit aufgrund ihrer Religiosität benachteiligt. Mit 18 Jahren trat sie 1951 in das Kloster Oberzell ein. Als Erzieherin arbeitete sie im Auftrag des Ordens mit Kindern, Jugendlichen und jungen Frauen, u. a. 14 Jahre im Antonia-Werr-Zentrum St. Ludwig (Wipfeld). Ende der 1980er kehrte sie in das Mutterhaus des Ordens nach Oberzell zurück, wo sie die Klosterbibliothek übernahm und wenig später einen Kräutergarten anlegte. Anfangs lediglich zum Anbau von Kräutern für die Zubereitung von Tees gedacht, wuchs der Garten schnell zu einem der größten und schönsten Kräutergärten in Deutschland.
Über die Apothekerin Katharina Mantel, die regelmäßig bei der Gartenarbeit half, entwickelte sich ein Kontakt zum Würzburger Medizinhistoriker Johannes Gottfried Mayer, der zu einer engen Zusammenarbeit mit der 1999 gegründeten Forschergruppe Klostermedizin führte. Schwester Leandra und ihr Garten standen nachfolgend im Zentrum der Berichterstattung über die Erforschung der Epoche der Klostermedizin durch die Universität Würzburg, was dem Garten und seiner Leiterin überregionale Bekanntheit bescherte. Die Frankfurter Rundschau, Die Welt, der Deutschlandfunk, vielfach der Bayerische Rundfunk, die Frauenzeitschrift Bild der Frau, das Internetportal Katholisch.de und Kirche in Bayern berichteten neben zahlreichen anderen Medien über Schwester Leandra und ihren Garten, den die Zeitschrift Brigitte Woman zu einem der zehn schönsten Kräuter- und Klostergärten in Deutschland zählt.

## Der Kräutergarten
Schwester Leandras Garten verzichtet im Gegensatz zu historischen Vorbildern vollkommen auf Beete. Die einzelnen Pflanzen, insbesondere Lavendelarten, Ringelblume, Melisse und Minzen, sind nicht streng voneinander getrennt, sondern finden sich oftmals über den ganzen Garten verteilt. Neben Heilkräutern finden sich auch Zierpflanzen wie verschiedene Rosen, Sonnenstern und Tagetes.
Durch den Garten führen unregelmäßige, mit Dachschiefern bedeckte Wege. Zum Main hin begrenzt eine Steinmauer den Garten, die im Sommer großflächig mit Kapuzinerkresse überwuchert ist. Schiefertafeln dienen auch zur Beschreibung einzelner Pflanzen und deren Heilwirkung. Aufgelockert wird dies durch große Steine, Baumstümpfe und weitere Tafeln, auf denen Verse aus dem Sonnengesang des hl. Franziskus zitiert werden.
Die Leitung des Gartens hat mittlerweile Katharina Mantel übernommen.